# 周维道
周维道主教（英語：Bishop Anthony Chow Wei-tao，O.F.M.，1905年5月1日-1983年2月14日），圣名安多尼，1905年5月1日出生于陕西省扶风县大营里村，1917年加入方济各会，1930年1月18日晋铎，1950年5月31日被教宗庇护十二世委任为陕西凤翔教区主教，同年10月1日于上海由教廷驻华公使黎培理总主教祝圣晋牧。1959年至1979年间被囚，1979年恢复其教区，即时重组凤翔修院。后祝圣不同教区主教3位，司铎50余，1980年周维道亲自祝圣了本教区的李镜峰神父为助理主教。周牧于1983年2月14日在凤翔病逝。